# King Cobra (achtbaan)
King Cobra was een staande achtbaan in het Amerikaanse attractiepark Kings Island.

## Geschiedenis
King Cobra opende in 1984 en werd gebouwd door TOGO. Hoewel het niet de eerste staande achtbaan was was het wel de eerste specifiek als staande achtbaan ontwerpen achtbaan. Eerdere staande achtbanen waren tot stand gekomen door gewone achtbanen te retrofitten met nieuwe achtbaantreinen.
De achtbaan werd eind 2001 gesloten vanwege de tanende populariteit van de attractie. In 2002 werd de attractie te koop gezet maar aangezien TOGO failliet ging en het importeren van onderdelen uit Japan duur was werd geen koper gevonden. In 2006 werd de baan als schroot verkocht, delen van de achtbaantrein werden opgeslagen in Kings Island. Eind 2008 werden de achtbaantreinen naar Kings Dominion gestuurd om als donor van reserveonderdelen te dienen voor de kloon van King Cobra genaamd Shockwave.

## De rit
Na het station werd de achtbaantrein door de kettingoptakeling omhoog getrokken. Hierna volgde een 180 graden bocht en de eerste afdaling die werd gevolgd door een looping. Na de looping volgde achtereenvolgens een kleine heuvel die voor airtime zorgde, een 540° helix en nog een tweede heuvel. Hierna volgde een recht stuk dat gedeelte naar links was verkant gevolgd door een 180 graden bocht rechtsaf. Alvorens de rit eindigde in de remmen reed de trein over twee kleine heuvels (bunny hills).
Huidig: 
Adventure Express ·
Backlot Stunt Coaster ·
Banshee ·
The Bat ·
Diamondback ·
Flight of Fear ·
Great Pumpkin Coaster ·
Invertigo ·
Mystic Timbers ·
Orion ·
Snoopy's Soap Box Racers ·
The Beast ·
The Racer · 
Woodstock Express ·
Woodstock’s Air Rail
Verdwenen: 
Bat ·
Bavarian Beetle ·
Demon ·
Firehawk ·
King Cobra ·
Scooby's Ghoster Coaster ·
Son of Beast ·
Vortex